# Germinação

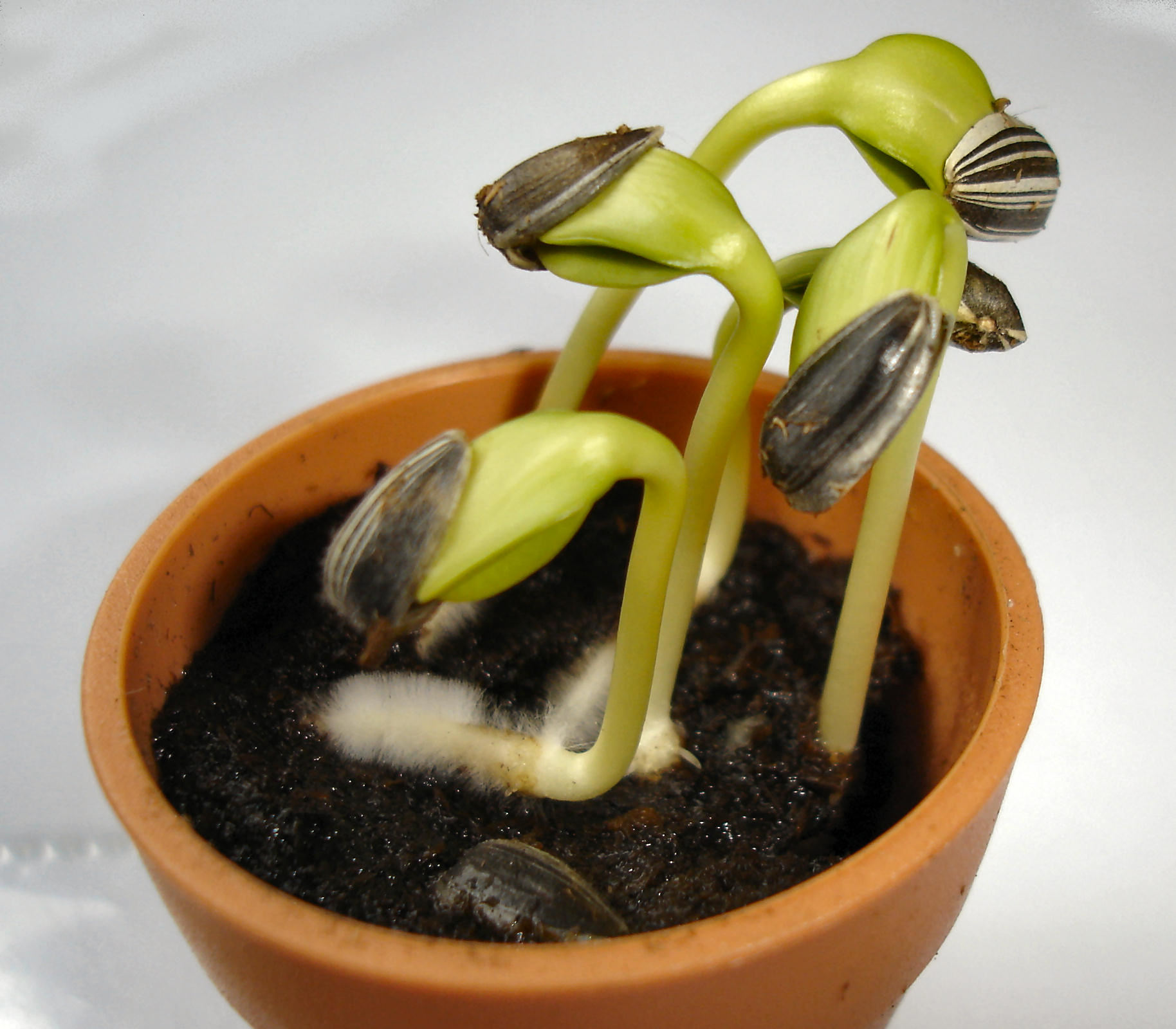
Mudas de girassol, três dias após a germinação

A germinação é o processo pelo qual um organismo cresce a partir de uma semente ou estrutura semelhante. O termo é aplicado ao surgimento de uma muda de uma semente de uma angiosperma ou gimnosperma, ao crescimento de um esporelo de um esporo, como os esporos de fungos, samambaias, bactérias e ao crescimento do tubo polínico do grão de pólen de uma planta de semente.

## Germinação da semente
A germinação, em sua essência, representa o desenvolvimento de uma planta contida no âmago de uma semente, culminando na formação da muda. Simultaneamente, configura-se como o processo de reativação do aparato metabólico da semente, manifestando-se na emergência da radícula e da plúmula. A semente de uma planta vascular constitui um minúsculo receptáculo gerado em um fruto ou cone após a fusão das células reprodutoras masculinas e femininas. Todas as sementes plenamente desenvolvidas encerram um embrião e, na maioria das espécies vegetais, uma reserva de nutrientes, envolvida por um invólucro seminal. Algumas plantas produzem sementes desprovidas de embriões, vazias e destituídas de capacidade germinativa. As sementes em estado latente, por sua vez, são viáveis, porém inertes, necessitando de estímulos internos ou ambientais específicos para retomar o processo de crescimento.
Em consonância com a etapa inicial, a imersão em água, a absorção hídrica, provoca a ruptura do tegumento da semente. Na etapa subsequente, a absorção do tegumento desemboca na emergência da radícula e da plúmula, com a expansão dos cotilédones marcando a culminação desta fase. Esta se configura como a última etapa do processo germinativo, onde os cotilédones se desdobram, representando as verdadeiras folhas/ervilhas. Importante notar que a temperatura deve ser mantida em um nível ideal para propiciar o desfecho exitoso desta etapa.
A perturbação do solo pode incitar o vigoroso crescimento da planta, expondo sementes já presentes a alterações nos fatores ambientais, onde a germinação anteriormente inibida pela profundidade do solo ou sua compactação pode, agora, prosperar. Esta observação é frequentemente constatada em túmulos após um sepultamento.
A germinação das sementes está intrinsecamente vinculada às condições internas e externas. Dentre os fatores externos preponderantes, destacam-se a temperatura adequada, a presença de água, oxigênio ou ar, e, por vezes, luz ou escuridão. Diversas plantas demandam variáveis específicas para uma germinação eficaz, frequentemente atrelada à diversidade individual das sementes e às condições ecológicas do habitat natural de cada planta. Em muitos casos, a resposta à germinação é influenciada pelas condições ambientais durante a formação da semente, configurando, em grande parte, modalidades de dormência.
A água figura como elemento crucial para o processo germinativo. As sementes maduras, geralmente, apresentam extrema aridez e necessitam de quantidades substanciais de água, em relação ao seu peso seco, antes que o metabolismo e o crescimento celular sejam reativados. A absorção de água pelas sementes, denominada embebição, conduz ao inchaço e rompimento do tegumento. Concomitantemente, quando as sementes se formam, a maioria das plantas armazena reservas alimentares, como amido, proteínas ou óleos, que, quando hidratadas, são metabolizadas por enzimas hidrolíticas, fornecendo substratos químicos essenciais ao crescimento do embrião. À medida que a muda emerge do tegumento, iniciando o crescimento de raízes e folhas, as reservas alimentares se exaurirão, e a fotossíntese assumirá o papel preponderante, demandando um suprimento contínuo de água, nutrientes e luz.
O oxigênio, por sua vez, é indispensável ao metabolismo da semente em germinação, sendo utilizado na respiração aeróbica, fonte primordial de energia até o desenvolvimento foliar. Encontrado nos espaços porosos do solo como gás atmosférico, sua ausência, provocada pelo sepultamento profundo no solo ou pelo alagamento, pode afetar negativamente a semente. Algumas sementes possuem tegumentos impermeáveis, dificultando a entrada de oxigênio, resultando em uma forma de dormência que cessa quando o tegumento se desgasta o suficiente para permitir a troca gasosa e a absorção de água do ambiente.
A temperatura, em sua variação, impacta as taxas metabólicas e de crescimento celular. Diferentes espécies apresentam diferentes faixas de temperatura para a germinação, algumas requerendo temperaturas específicas, enquanto outras germinam em uma ampla gama. Certas sementes necessitam de exposição a temperaturas frias (vernalização) para superar a dormência, e a estratificação a frio é um processo crucial nesse contexto. A temperatura ideal varia de acordo com a espécie, indo desde 60-75 F (16-24 C) até exposições a temperaturas extremas, como ocorre durante incêndios florestais, desencadeando dormência física.
Os vegetais anuais mais comuns apresentam temperaturas ótimas de germinação entre 75-90 F (24-32 C), embora algumas espécies possam germinar em temperaturas mais baixas, possibilitando seu cultivo em climas frios. Temperaturas abaixo do ideal resultam em menor sucesso e períodos mais prolongados de germinação.
A luz ou escuridão podem servir como desencadeadores ambientais para a germinação, representando uma forma de dormência fisiológica. Embora a maioria das sementes não seja afetada por luz ou escuridão, algumas, especialmente as encontradas em ambientes florestais, exigem a presença de luz para germinar, dependendo da abertura no dossel para seu desenvolvimento.
A escarificação, por sua vez, simula processos naturais que enfraquecem o tegumento da semente antes da germinação. Em ambientes naturais, algumas sementes demandam condições específicas, como o calor de um incêndio (como observado em muitas plantas nativas australianas) ou a imersão prolongada em água, para germinar.

## Tipos de germinação
Em relação ao comprimento do hipocótilo, a germinação pode ser:
Epígea - os cotilédones se elevam acima do solo, devido ao alongamento do hipocótilo, como por exemplo, o feijão.
Hipógea - os cotilédones permanecem no solo, como por exemplo o milho.

## Germinação e hormônios vegetais
A germinação das sementes não dormentes e a quebra da dormência podem ser estimuladas pela ação das giberelinas, que atuam como hormônios mediadores entre fatores ambientais (luz, temperatura, entre outros) e fatores internos que restringem a germinação.
O ácido abscísico e as giberelinas atuam no controle da síntese das enzimas envolvidas na degradação de parede celular do endosperma, porém de modo antagônico. Enquanto o primeiro (ABA) inibe ou não causa efeito algum sobre a expressão de genes, o segundo promove a expressão gênica de tais enzimas.
Já o etileno, outro hormónio vegetal, age muitas vezes em interação com a luz e outros hormônios como o ABA, as citocininas e o ácido giberélico (um tipo de giberelina). O etileno contrapõe-se ao efeito inibitório do ABA na germinação da semente mas é incapaz de quebrar a dormência de algumas espécies, embora estimule a germinação de sementes não dormentes.
A germinação também pode ser promovida pelas citocininas e brassinosteróides (EUA), porém os efeitos desses hormônios neste processo ainda são poucos esclarecidos. O ácido jasmônico, uma outra classe de hormônios vegetais, inibe a germinação de sementes, mas também podem contribuir com a quebra da dormência. Nesses casos, as sementes livres do pericarpo e tratadas com esse hormônio requerem um menor tempo de estratificação (tratamento com baixa temperatura) para adquirir a capacidade de germinar.